# Sepp Mühlbauer
Sepp Mühlbauer (ur. 20 maja 1904 w Sankt Moritz, zm. 13 lutego 1995 w Lozannie) – szwajcarski skoczek narciarski, alpejczyk, biegacz narciarski uczestnik Zimowych Igrzysk Olimpijskich 1928. Zawodnik klubu Ski Club of Great Britain. Kapitan drużyny szwajcarskiej na ZIO 1928.

## Przebieg kariery
W 1920 roku został mistrzem Szwajcarii w swojej kategorii wiekowej. Miesiąc przed Zimowymi Igrzyskami Olimpijskimi w rodzinnym Sankt Moritz odniósł poważną kontuzję. Mimo tego Szwajcar wystąpił przed własną publicznością. Mühlbauer spisał się najlepiej z ekipy gospodarzy, zajmując siódme miejsce w konkursie skoków narciarskich. W 1926, 1927 i 1930 roku wygrał świąteczne konkursy skoków w Sankt Moritz.

## Występ na igrzyskach olimpijskich
| Miejsce | Dzień     | Rok  | Miejscowość  | Skocznia       | Punkt K | Konkurs | Skok 1 | Skok 2 | Nota   | Zwycięzca    |
| ------- | --------- | ---- | ------------ | -------------- | ------- | ------- | ------ | ------ | ------ | ------------ |
| 7       | 18 lutego | 1928 | Sankt Moritz | Olympiaschanze | K-66    | ind.    | 52 m   | 58 m   | 16,541 | Alf Andersen |